# 厄尔梅涅什
厄尔梅涅什（匈牙利語：Örményes），是匈牙利亚斯-瑙吉孔-索尔诺克州所辖的一个村，总面积34.13平方公里，总人口1090，人口密度31.9人/平方公里（2010年1月1日）。